# جان لانگدن
جان لانگدن (انگلیسی: John Longden؛ ۱۱ نوامبر ۱۹۰۰ – ۲۶ مهٔ ۱۹۷۱) یک هنرپیشه اهل بریتانیا بود. وی بین سال‌های ۱۹۲۶ تا ۱۹۶۴ میلادی فعالیت می‌کرد.
از فیلم‌ها یا برنامه‌های تلویزیونی که وی در آن نقش داشته است می‌توان به دوز و کلک، باج‌گیری، جونو و پایکوک و آنا کارنینا اشاره کرد.